# 阿肯達國家公園
阿肯達國家公園（法語：Parc national d'Akanda）是西非國家加蓬的國家公園，位於該國東北，鄰近首都利伯維爾，佔地540平方公里，在2002年正式成立，覆蓋大片紅樹林，是水中動物、兩棲類動物和遷徙鳥類的棲息地。

## 外部連結
- Virtual Tour of the National Parks